# Lomatia grahami
Lomatia grahami är en tvåvingeart som beskrevs av Hesse 1956. Lomatia grahami ingår i släktet Lomatia och familjen svävflugor. Inga underarter finns listade i Catalogue of Life.